# Georges Pichard
Georges Pichard (Parigi, 7 gennaio 1920 – Parigi, 6 giugno 2003) è stato un fumettista francese.

## Biografia
Dopo aver seguito i corsi alla "École des arts appliqués", di cui sarà più tardi professore, Georges Pichard debutta nella pubblicità per conto dell'agenzia Drager, poi si mette in proprio.
Pubblica le sue prime strisce di fumetti ne La Semaine de Suzette, nel 1956, con il personaggio di Miss Mimi, che rappresenta la "ragazza della porta accanto".
Nei primi anni sessanta incontra Jacques Lob che sarà più volte suo sceneggiatore, con cui collabora alle parodie di supereroi Ténébrax e Submerman. Ténébrax viene pubblicato nella rivista di fumetti franco-belga dalla breve vita Chouchou, continuando poi su riviste italiane come Linus. Nel 1967 Submerman diventa una serie e viene pubblicata su Pilote. Dopo qualche anno Pichard abbandona completamente il genere dei fumetti comici dedicandosi a temi esplicitamente erotici. Più tardi sarà pubblicato da Pilote, Charlie Mensuel e anche da France Soir.
Avendo collaborato con Danie Dubos al più audace Lolly-Strip, serializzato per La Rire nel 1966, Pichard e Lob cominciano a lavorare a fumetti di genere erotico come Blanche Épiphanie, incominciato come serie pubblicata in V Magazine nel 1968 e in Italia pubblicato prima a puntate sui supplementi trimestrali di Linus della Milano Libri e poi nei due albi dalla New Comics Blanche Epiphanie. Tam Tam Tam e Blanche Epiphanie. La crociera infernale.
Questo personaggio che esce dagli schemi della morale dell'epoca, provoca numerose reazioni pubbliche  e a un certo punto viene persino emulato da Jane Fonda quando va in Vietnam. Questo periodo vede Pichard sviluppare il suo stile personale dando alle sue eroine la forma di donnine tornite e fisicamente ben dotate, con un eccessivo eyeliner che dona loro un aspetto quasi gotico.
Pichard continua a infrangere tabu collaborando con Georges Wolinski a creare una nuova e più controversa serie con il personaggio Paulette che nel 1970 viene pubblicato a puntate su Charlie Mensuel e in Italia sui supplementi di Linus e poi in volume dalla Milano Libri con il titolo Paulette, mentre l'episodio Paulette al circo viene pubblicato in albo brossurato dalle Edizioni L'isola trovata.
Continuando su questo genere, Pichard, riunitosi a Danie Dubos, produce Caroline Choléra, pubblicato nel 1975 come serie su L'Écho des savanes. Con Marie-Gabrielle de Saint-Eutrope (Maria Luisa, la persecuzione e la colpa, nell'edizione italiana) nel 1977, la natura esplicita e sadomasochista dei lavori di Pichard porta a bandire i suoi fumetti da librerie e chioschi.
Tipico di Pichard è infatti il tema sadico che si vela di moralismo: la pratica sadomaso serve a "purificare" la vittima. Ciò in qualche modo ricorda una versione parodistica e anticlericale delle pratiche cattoliche (come nel Marchese de Sade o in Diderot), anche se è, in qualche modo, il pretesto per la storia a tema feticista-erotico, piena di disavventure ma spesso a lieto fine.
Meno spinte nell'enfasi erotica sono le collaborazioni di Pichard con l'autore di fantascienza Jean-Pierre Andrevon, La Reserve e Édouard, dal 1974, e Ceux-là dal 1977.
Verso la fine della sua vita, Pichard adatta a fumetti racconti erotici classici come Le prodezze di un giovane Don Giovanni (Les Exploits d'un jeune Don Juan) di Guillaume Apollinaire o La monaca (La religieuse) di Denis Diderot e anche il romanzo naturalistico Germinale (Germinal) di Émile Zola viene rivisto in chiave erotica. Al contempo illustra opere erotiche come Figlie di tanta madre (Trois filles de leur mère) di Pierre Louÿs, Memorie di una cantante tedesca (Mémoires d'une chanteuse allemande) e il Kama Sutra di Vatsyayana.

## Opere (parziale)

### Edizioni francesi
- (FR) Ténébrax, con Jacques Lob, Serg, 1966.
- (FR) Lolly-Strip, con Danie Dubos, Losfeld, 1972.
- Paulette:
  - (FR) Paulette 1, con Georges Wolinski, 1971.
  - (FR) Paulette 2, con Georges Wolinski, 1972.
  - (FR) Le mariage de Paulette, con Georges Wolinski, 1973.
  - (FR) Paulette en Amazonie, con Georges Wolinski, 1974.
  - (FR) Ras-Le-Bol-Ville, con Georges Wolinski, 1975.
  - (FR) Le cirque des femmes, con Georges Wolinski, 1975.
  - (FR) Paulette 7, con Georges Wolinski, 1984.
- Blanche Epiphanie:
  - (FR) Blanche Épiphanie, con Jacques Lob, Serg, 1972.
  - (FR) Blanche Épiphanie. Nouvelles aventures, con Jacques Lob, Éditions du Fromage, 1974.
  - (FR) La croisière infernale, con Jacques Lob, Les Humanoïdes Associés, 1977.
  - (FR) Blanche à New York, con Jacques Lob, Les Humanoïdes Associés, 1980.
  - (FR) Le cavalier noir, con Jacques Lob, Éditions Dominique Leroy, 1986.
- Ulysse:
  - (FR) Ulysse 1, collana Phénix, con Homère e Jacques Lob, Dargaud, 1974.
  - (FR) Ulysse 2, collana Phénix, con Homère e Jacques Lob, Dargaud, 1975.
- (FR) James du Tiers Bond. Ah! ça ira Sahara, con Françoise Prévost, ABC, 1975.
- Submerman:
  - (FR) Submerman, con Jacques Lob, Glénat, 1976.
  - (FR) Les peuples de la mer, con Jacques Lob, Glénat, 1978.
- Caroline Choléra:
  - (FR) Caroline Choléra 1, con Danie Dubos, Les Éditions du Fromage, 1977.
  - (FR) Caroline Choléra 2, con Danie Dubos, Les Éditions du Fromage, 1980.
  - (FR) Caroline Choléra 3, con Danie Dubos, Les Éditions du Fromage, 1982.
- Marie-Gabrielle de Saint-Eutrope:
  - (FR) Marie-Gabrielle de Saint-Eutrope, Glénat, 1977.
  - (FR) Marie-Gabrielle en Orient, Glénat, 1981.
- (FR) Edouard - La réserve, con Jean-Pierre Andrevon, Le Square, 1978.
- (FR) Mémoires d'une chanteuse allemande, L'Hérésiarque, 1978.
- (FR) Trois filles de leur mère, L'Hérésiarque, 1979.
- L'usine 1979-1980, Glénat
- (FR) Ceux-là, con Jean-Pierre Andrevon, Le Square, 1980.
- (FR) Les manufacturées, con Faraldo, Le Square, 1980.
- (FR) Carmen, Albin Michel, 1981.
- Bornéo Jo, con Danie Dubos, 1983-1984, Dargaud
- (FR) La Comtesse Rouge, Editions Dominique Leroy, 1985.
- Les Sorcières de Thessalie:
  - (FR) Les Sorcières de Thessalie 1, Glénat, 1985.
  - (FR) Les Sorcières de Thessalie 2, Glénat, 1986.
- (FR) La fleur de lotus, Albin Michel, 1987.
- (FR) Marlène et Jupiter, Yes Company, 1988.
- Madoline:
  - (FR) Madoline 1, CAP Éditions, 1990.
  - (FR) Madoline 2, CAP Éditions, 1990.
- (FR) Les Exploits d'un Don Juan, Albin Michel, 1991.
- (FR) Le Kama Soutra, Curiosa, 1991.
- (FR) La voie du repentir, CAP Éditions, 1992.
- (FR) La religieuse, Création Art Presse, 1992.
- (FR) Germinal, Magic Strip, 1992.
- (FR) L'enquêteuse, Édition de la Musardine, 2008.
- (FR) M.C.P.M. - Maison de Correction "Princesse Mèlanie", Rebecca Rils, 2012.
- (FR) La perfection chrétienne, Glénat, 2013.

### Edizioni italiane
- Submerman
  -  La corrente dolce, collana Superalbo Audacia, n. 1, 1969.
  -  La fauna delle profondità, collana Superalbo Audacia, n. 2, 1969.
  -  Il rigattiere, collana Superalbo Audacia, n. 3, 1969.
  -  Il grande complesso, collana Superalbo Audacia, n. 4, 1970.
  -  Nel dimenticatoio delle acque specchianti, collana Superalbo Audacia, n. 5, 1970.
  -  Le memorie di Submerman, collana Superalbo Audacia, n. 6, 1970.
- Paulette
  -  Paulette, collana I Nostri Immortali, n. 7, Milano Libri, 1975.
  -  Paulette va al circo, collana I racconti delle nuvole, L'Isola Trovata, 1979.
  -  Paulette, vol. 1, Oblomov Edizioni, 2020, ISBN 9788885621947.
  -  Paulette, vol. 2, Oblomov Edizioni, 2021, ISBN 9788885621947.
- Caroline Cholera, collana New Comics Now, n. 6, Comic Art, 1978.
- Tenebrax, Milano Libri, 1978.
- Trois filles de leur mere, Olmeta, 1978.
- La fabbrica, collana Le nuvole, L'Isola Trovata, 1979.
- Blanche Epiphanie
  -  Blanche Epiphanie. Tam Tam Tam, collana New Comics Now, n. 7, Comic Art, 1979.
  -  Blanche Epiphanie. La crociera infernale, collana New Comics Now, n. 8, Comic Art, 1979.
- Marie-Gabrielle:
  -  Maria Luisa. La perversione e la colpa, collana Cruel Special, supplemento a Cruel n. 9, Editris.
  -  Maria Luisa n. 2. Il martirio (voluto), collana Cruel Special, supplemento a I Moderni n. 6, Editris.
  -  Maria Luisa n. 3. Ultima parte, collana Cruel Special, supplemento a Cruel n. 1, Editris.
  -  Marie-Gabrielle in Oriente. Parte prima, collana I Grandi Protagonisti del Fumetto Mondiale, n. 11, Edizioni Il Momento, 1982.
  -  Marie-Gabrielle in Oriente. Parte seconda, collana I Grandi Protagonisti del Fumetto Mondiale, n. 12, Edizioni Il Momento, 1982.
  -  Marie Gabrielle in Oriente, supplemento a 2984 n. 8, Edizioni Il Momento.
- Carmen
  -  Carmen, collana I grandi protagonisti del fumetto mondiale, supplemento a 1984 n. 11, Edizioni Il Momento, 1983.
  -  Carmen, collana I grandi protagonisti del fumetto mondiale, supplemento a 2984 n. 4, Edizioni Il Momento.
- La contessa rossa, Glittering Image, 1986.
- Il fiore del Loto, Olympia Press, 1987.
- Ulisse, collana I Romanzi, n. 5, Edizioni Orient Express, 1985.
- L'asino d'oro
  -  L'asino d'oro 1, collana I grandi protagonisti del fumetto, supplemento a 2984 n° 9, Edizioni Il Momento.
  -  L'asino d'oro 1, collana I maestri del fumetto, Glenat.
  -  L'asino d'oro 2, collana I maestri del fumetto, Glenat, 1990.
  -  Kama Sutra, Glenat, 1992.
- Le imprese di un Dongiovanni, collana I Libri di Blue, n. 2, Blue Press, 1993.
- Marlene e Jupiter, collana Gli Albi di Blue, n. 4, Blue Press, 1994.
- Madoline, collana Blue Book, n. 12, Blue Press, 1994.
- L'investigatrice, collana Erotic Art Collection, B&M Books and Magazines, 2009, ISBN 978-88-87946-48-2.
- Bambole
  -  Bambole, collana I grandi protagonisti del fumetto mondiale, n. 5, Edizioni Il Momento.
  -  Bambole, supplemento a 2984 n. 6, Edizioni Il Momento.
- Lolly-Strip, in 2984, n. 11, Edizioni Il Momento.